# PHANTOM 〜約束〜
「PHANTOM 〜約束〜」（ファントム〜やくそく〜）は、GReeeeNが書き下ろした楽曲で2017年4月29日に発表された曲。東京ワンピースタワーのライブアトラクションで登場する歌姫アンとのコラボレーション曲である。リリースは未定。
ちなみに8thアルバム『うれD』に収録しているのは、GReeeeNのみの音源で収録されている。

## タイアップ
- 東京ワンピースタワー ライブアトラクション3 ｢PHANTOM｣ エンディング曲

## 曲の詳細
1. PHANTOM 〜約束〜
  - 作詞・作曲 : GReeeeN